# Aller Retour New York
Aller Retour New York és una novel·la de l'escriptor nord-americà Henry Miller, publicada el 1935 per Obelisk Press a París, França.
Publicat després del seu llibre Tropic of Cancer, Aller Retour New York pren la forma d'una llarga carta de Miller al seu amic Alfred Perlès a París. Al llibre, Miller descriu les seves experiències en un viatge de tornada a la ciutat de Nova York, el seu lloc de naixement, a la recerca de la seva amant, Anaïs Nin, que havia marxat de París per anar a Nova York en companyia del psicoanalista Otto Rank. Quan Nin va tornar a París al cap d'uns mesos, Miller també ho va fer, amb aquest llibre com a registre de la visita.
El crític literari Shaun O'Connell descriu el llibre com "una lletania del desencant [de Miller] amb Amèrica", i la visió de Miller de Nova York com "el centre simbòlic de la corrupció nord-americana". Miller pinta una imatge desagradable d'una Nova York que, als ulls de Miller, és clarament inferior a París. El llibre conté molts comentaris negatius sobre les dones i els nombrosos grups ètnics de Nova York, especialment els jueus, la qual cosa porta a la preocupació que el llibre era antisemita. En el seu prefaci a una traducció francesa posterior, Miller va assenyalar que havia modificat algunes de les "referències dures i aparentment injustificades als jueus" del llibre, que va explicar com a funció de la seva prosa juvenil "extravagant i temerària". D'altra banda, en una carta de 1971 a la seva editorial, Miller va rebutjar qualsevol acusació de contingut antisemita, tot i que també va suggerir retardar qualsevol reedició del llibre mentre "podria crear una mala impressió, amb raó o equivocadament".
El llibre es va esgotar després de 1945, però va ser reimprès per New Directions Publishing el 1991 (i en una edició de butxaca de 1993). Un crític del diari britànic The Independent va comentar la "misogínia fanfarrona" del llibre i "els cops racials del tipus comú a molta literatura nord-americana d'abans de la guerra", però també va observar que va tenir "alguns moments fascinants". Escrivint per a Entertainment Weekly, la crítica Margot Mifflin va descriure el llibre com un "trampolí" per a la novel·la de 1939 de Miller Tròpic de Capricorn, "una crítica ruïnosa d'Amèrica" que presagia el llibre de Miller de 1945 The Air-Conditioned Nightmare i "un document central de la vida picaresca de Miller." El crític Gerald Stern va trobar que el llibre, i el seu fanatisme, era "un atac a qualsevol mena d'acció social, fins i tot a l'esperança", en què Miller "sembla que en realitat odia tot, o realment no estima res", excepte algunes persones que es reuneix.